# Shady Lady
Shady Lady – utwór ukraińskiej piosenkarki Ani Lorak napisany przez Karena Kawaleriana i Filipa Kirkorowa, wydany w formie singla w kwietniu 2008 roku oraz umieszczony na jedenastej płycie studyjnej artystki zatytułowanej Sołnce z 2009 roku.
W 2008 roku utwór reprezentował Ukrainę w 53. Konkursie Piosenki Eurowizji po wygraniu finału krajowych eliminacji, w którym wybierana była konkursowa propozycja dla wybranej wewnętrznie przez nadawcę Ani Lorak. Singiel uzyskał łącznie 14 punktów w głosowaniu telewidzów i jurorów. 22 maja piosenka została zaprezentowana przez artystkę w drugim półfinale Konkursu Piosenki Eurowizji organizowanego w Belgradzie. Zdobyła w nim łącznie 152 punkty, w tym m.in. maksymalne noty 12 punktów od Białorusi, Bułgarii, Czech, Gruzji, Portugalii i Turcji, dzięki czemu awansowała z pierwszego miejsca do sobotniego finału widowiska. W finale utwór zajął ostatecznie drugie miejsce po zdobyciu łącznie 230 punktów, w tym m.in. maksymalnej noty 12 punktów od Portugalii oraz not 10 punktów od Azerbejdżanu, Białorusi, Gruzji, Izraela, Łotwy, Malty i Polski. Piosenka uzyskała tym samym drugi najlepszy wynik w historii udziału kraju w konkursie.

## Lista utworów
CD single
1. „Shady Lady” – 2:55

CD promo-single
1. „Shady Lady”
2. „The Dream of Brigter Day”
3. „I’ll Be Your Melody”
4. „Żdu tiebja”
5. „Ja stanu moriem”

- Teledysk do utworu „Shady Lady”

CD maxi-single
1. „Shady Lady” – 2:59

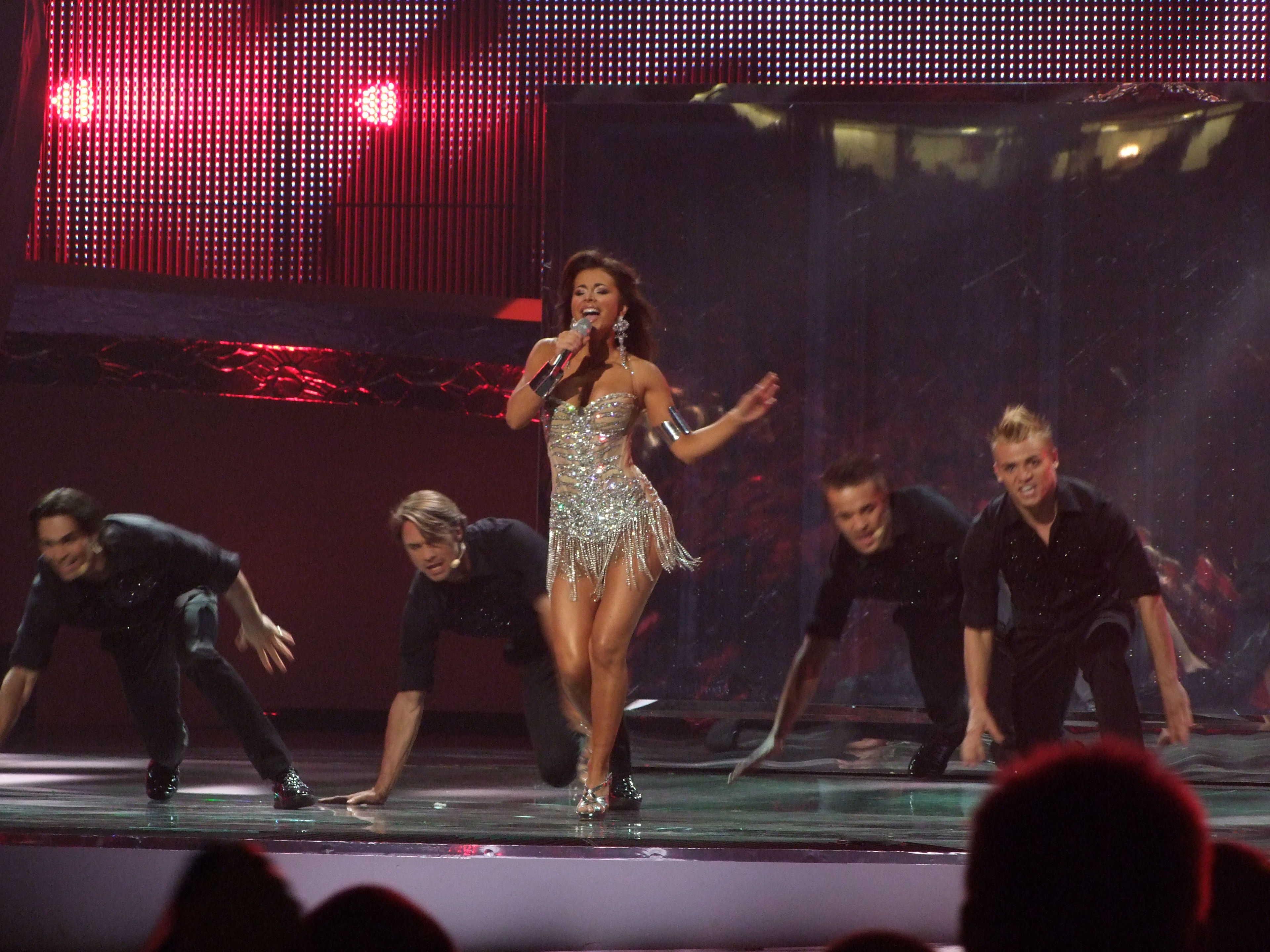
Ani Lorak prezentująca utwór podczas 53. Konkursu Piosenki Eurowizji w 2008 roku

2. „Shady Lady” (Russian Version) – 2:59
3. „Shady Lady” (Club Remix) – 4:29
4. „Shady Lady” (Lounge Remix) – 3:21
5. „Shady Lady” (Conceptual Clab&Radio Mix) – 4:19
6. „Shady Lady” (Instrumental Version) – 2:59

- Teledysk do utworu „Shady Lady” – 2:58
- Fotogaleria
- Biografia artystki

## Twórcy
Opracowano za pomocą materiału źródłowego.
- Ani Lorak – śpiew
- Filipp Kirkorow – muzyka
- Karen Kawalerian – tekst
- Dimitris Kontopulos – produkcja, programowanie, aranżacja
- Aleksandros Panajis, Wiktoria Chalkitis – wokal wspierający
- Aris Binis – miksowanie
- Paul Stefanidis – mastering

## Notowania na listach przebojów
| Kraj    | Lista (2008)           | Najwyższe miejsce |
| ------- | ---------------------- | ----------------- |
| Ukraina | Ukraine Top 40 Singles | 1                 |
| Szwecja | Singles Top 60         | 57                |